# Laforge (Érezée)
Pour les articles homonymes, voir Laforge.
Laforge est un hameau belge de la commune d'Érezée située en province de Luxembourg.
Avant la fusion des communes de 1977, Laforge faisait partie de la commune de Mormont.

## Situation
Ce hameau ardennais se trouve à 5,5 km au nord d'Érezée, le long de la N.876 sur la rive gauche de l'Aisne. Il avoisine les localités de Fanzel et Ninane situées dans la vallée et de Mormont se trouvant sur une colline dominant Laforge.

## Description
Implanté au fond de la vallée de l'Aisne dans un environnement de prairies, Laforge est principalement constitué de fermettes construites en moellons de grès.
Au nord du hameau, au lieu-dit Les Aunais, se dresse le château de Laforge. Cette bâtisse blanche se trouve au carrefour de la N.876 et de la N.806 et au confluent de l'Aisne et de l'Amante où se situent aussi les terrains de football du Royal Racing Club Mormont.